# الدنمارك في الألعاب الأولمبية الصيفية 2016
نافست الدنمارك في دورة الألعاب الأولمبية الصيفية 2016 في ريو دي جانيرو، البرازيل، من 05-21 أغسطس 2016. ظهرت الرياضيين الدنماركيين في كل دورة من دورات الألعاب الاولمبية الصيفية خلال العصر الحديث، باستثناء دورة الألعاب الأولمبية الصيفية 1904 في سانت لويس فقد حضر وفد قليل من الدنماركيين.